# Проезд Черского
Проезд Че́рского — улица на севере Москвы в Алтуфьевском районе Северо-Восточного административного округа, между Алтуфьевским шоссе и улицей Бегичева. Назван в 1965 году в память о геологе Иване Дементьевиче Черском (1845—1892).

## Расположение
Проезд Черского начинается от Алтуфьевского шоссе, под Третьим Алтуфьевским путепроводом на Алтуфьевского шоссе над промышленной железнодорожной Медведковской веткой, ведущей к промзоне Южного Медведкова. Идёт на запад и кончается, вливаясь в улицу Бегичева.
Параллельно проезду проходит линия электропередачи к трансформаторной электроподстанции. Начало улицы пешеходное, вторая часть — с автомобильным движением.

## Учреждения и организации
- Дом 5а — Школа №305 Дошкольное отделение №3 (детский сад № 2287);
- Дом 13 — универсам торговой сети «Пятёрочка»;
- Дом 13, корпус 4 — Русская инженерная компания;
- Владение 19-21 — ВСУМ «Монолит»;
- Дом 27а —  Школа №305 Дошкольное отделение №5 (детский сад № 928).

## Происшествия
- ТСЖ «Наш дом на Черского», организованный жильцами дома № 13, «прославился» убийством в 2010 году его председателя Александра Венецианова[1].